# صائدو التنين (فلم)
صيائو التنين (بالفرنسية: Chasseurs de dragons) هو فيلم رسوم متحركة لعام 2008، من إخراج آرثر كواك وGuillaume Ivernel. وقد استند إلى سلسلة صائدو التنين.

## وصلات خارجية
- صائدو التنين على موقع IMDb (الإنجليزية)
- صائدو التنين على موقع روتن توميتوز (الإنجليزية)
- صائدو التنين على موقع نتفليكس (الإنجليزية)
- صائدو التنين على موقع قاعدة بيانات الأفلام العربية
- صائدو التنين على موقع ألو سيني (الفرنسية)
- صائدو التنين على موقع Turner Classic Movies (الإنجليزية)
- صائدو التنين على موقع أول موفي (الإنجليزية)
- صائدو التنين على موقع فيلمافينيتي (الإسبانية)
- صائدو التنين على موقع قاعدة بيانات الفيلم (الإنجليزية)
- صائدو التنين على موقع ليتربوكسد (الإنجليزية)